# Ecking (Reischach)
Ecking ist ein Ortsteil der Gemeinde Reischach im oberbayerischen Landkreis Altötting.

## Lage
Das Kirchdorf liegt knapp 4 km nördlich von Reischach in hügeliger bäuerlicher Landschaft. Es ist als Streusiedlung angelegt. Neben dem Kernort mit der Kirche, der nahe der Kreisstraße AÖ 11 liegt, gibt es noch diverse Einöden mit einem oder zwei Anwesen. Ecking besitzt einen reichen Obstbaumbestand.

## Geschichte
Vermutlich wurde Ecking urkundlich erstmals um das Jahr 1160 erwähnt. Damals gab ein Herr Ulrich (Oudilrich) von Arbing ein Gut in einem „Echingen“ genannten Ort an das Kloster Baumburg. Die erste sichere urkundliche Bezeugung Eckings datiert auf die Zeit um 1186. In dieser Zeit gab das Kloster Raitenhaslach einem Otto von Endlkirchen ein Gut zu „Ekchingen“ als Leibgeding.
Dem Ortsnamen Ecking liegt der altdeutsche Name des Ortsgründers „Ecko“ oder „Eko“ zugrunde. Durch das Suffix „ing“ bedeutet er „bei den Leuten des Echo (Eko)“.
1986 erhielt Ecking im Wettbewerb „Unser Dorf soll schöner werden“ den ersten Preis auf Landkreisebene.

## Sehenswertes
- Katholische Filialkirche St. Stephan aus dem 15. Jahrhundert

→ Liste der Baudenkmäler in Reischach